# Солонец (озеро, Софиевка, Херсонская область)
Солонец — озеро, расположенное возле села Софиевка на территории Херсонского района (Херсонская область, Украина). Площадь — 1,6 км². Тип общей минерализации — пресное. Происхождение — лиманное. Группа гидрологического режима — сточное.

## География
Длина — 3,2 км, ширина наибольшая — 1 км. Озёрная котловина вытянутой формы с северо-востока на юго-запад. Берега низменные, заболоченные.
Озеро расположено на побережье Днепровского лимана Черного моря в устье реки Солонец — непосредственно восточнее села Софиевка. От Чёрного моря отделено искусственно закреплённой пересыпью. Озеро разделено дамбами на несколько секций (водоёмов). В озеро впадает река Солонец.
Питание за счёт фильтрационных морских вод, подземные и поверхностные воды.

## Природа
Берега и озеро зарастают прибрежно-водной растительностью (тростник обыкновенный).
Озеро используется для рыборазведения.